# Liste der venezolanischen Botschafter in Osttimor

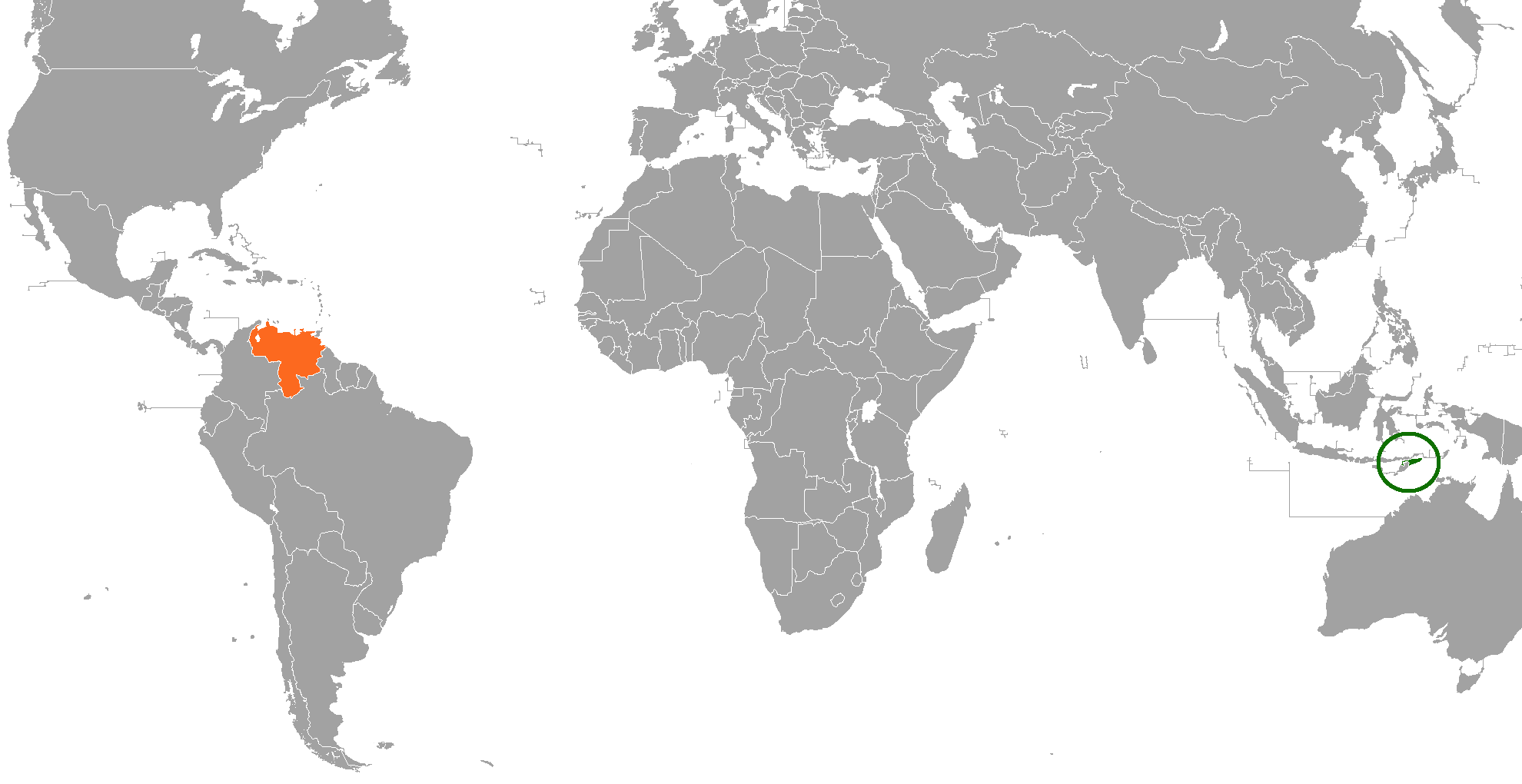
Osttimor und Venezuela

Diese Liste führt die venezolanischen Botschafter in Osttimor auf. Die venezolanische Botschaft befindet sich in Singapur.

## Hintergrund
Diplomatische Beziehungen zwischen Osttimor und Venezuela bestehen seit 2005. Zunächst war die venezolanische Botschaft in Canberra für Osttimor zuständig. Sie wurde später von der Botschaft in Singapur abgelöst.

## Liste
| Name                      | Amtszeit  | Anmerkungen                      |           |
| Venezuela                 | Venezuela | Venezuela                        | Venezuela |
| ------------------------- | --------- | -------------------------------- | --------- |
| ?                         |           | unbekannt                        |           |
| Daniel David Gasparri Rey | 2016– (?) | Chargé d’Affaires                |           |
| Jessica Maria López Piña  | seit 2025 | Akkreditierung: 19. Februar 2025 |           |